# خوزه کارلوس سانتوس دا سیلوا
خوزه کارلوس سانتوس دا سیلوا (به پرتغالی: José Carlos Santos Silva) مهاجم اهل برزیل است که در شهر Ipirá و در تاریخ ۱۹ مارس ۱۹۷۵ به دنیا آمده‌است.
خوزه کارلوس سانتوس دا سیلوا در تیم‌های فوتبال Goianiense سابقهٔ حضور دارد.